# Синъян
Синъя́н (кит. упр. 荥阳, пиньинь Xíngyáng) — городской уезд городского округа Чжэнчжоу провинции Хэнань (КНР). Название происходит от того, что две тысячи лет назад эти места находились с южной («янской») стороны от водоёма Синцзэ (ныне не существующего).

## История
Когда в 221 году до н. э. царство Цинь впервые в истории объединило Китай в единое государство, то был создан округ Саньчуань (三川郡), которому были подчинены уезды Синъян (荥阳县), Гунсянь (巩县) и Цзинсянь (京县). При империи Западная Хань округ Саньчуань был сильно расширен и переименован в Хэнань (河南郡), а при империи Западная Цзинь в 265 году из него был выделен округ Синъян (荥阳郡), правление которого разместилось в уезде Синъян.
При империи Северная Вэй округ Синъян был подчинён области Бэйюй (北豫州). После того, как Северная Чжоу разгромила Северную Ци, область Бэйюй была переименована в Синчжоу (荥州). В 581 году Северная Чжоу была переименована в Суй, а область Синчжоу была переименована в Чжэнчжоу (郑州). При империи Сун в 1072 году уезд Синъян был присоединён к уезду Гуаньчэн (管城县), но в 1086 году воссоздан.
В 1949 году был образован Специальный район Чжэнчжоу (郑州专区) в составе восьми уездов, правление которого разместилось в уезде Синъян. В 1954 году правление специального района переехало в Кайфэн, и он стал называться Специальный район Кайфэн (开封专区). В 1958 году уезд Синъян был передан из Специального района Кайфэн в состав городского округа Чжэнчжоу, при этом из него был выделен район Шанцзе. В 1961 году уезд был опять возвращён в состав Специального района Кайфэн. В 1970 году Специальный район Кайфэн был переименован в Округ Кайфэн (开封地区). В 1983 году Округ Кайфэн был расформирован, и уезд был опять передан в состав городского округа Чжэнчжоу.
В 1994 году уезд Синъян был преобразован в городской уезд.

## Административное деление
Городской уезд делится на 2 уличных комитета, 9 посёлков, 2 волости и 1 национальную волость.